# Gloche
Gloche (Nepali ग्लोचे oder Golche) ist ein Village Development Committee (VDC) in Nepal im Distrikt Sindhupalchok.
Das VDC Gloche liegt im Himalaya im Norden von Sindhupalchok. Das Gebiet wird im Osten vom Flusstal des
Balephi Khola begrenzt. Im äußersten Nordosten erhebt sich der Dorje Lhakpa. Hauptort ist Golche.

## Einwohner
Bei der Volkszählung 2011 hatte das VDC Gloche 3611 Einwohner (davon 1817 männlich) in 731 Haushalten.

## Dörfer und Weiler
Gloche besteht aus mehreren Dörfern und Weilern. 
Die wichtigsten sind:
- Golche (1530 m ⊙)
- Kumveshwar (1280 m ⊙)
- Nyasimpati (3650 m ⊙)
- Sindurche (2290 m ⊙)
- Tembathang (2220 m ⊙)